# 大井鉄丸
大井 鉄丸（おおい てつまる、1870年（明治3年8月） - 1940年（昭和15年）4月）は、明治時代後期から昭和時代前期の政治家。神奈川県横須賀市長。旧姓は鈴木。

## 経歴
旧尾張藩士・鈴木善次郎の二男として愛知県に生まれ、1895年（明治28年）1月、神奈川県三浦郡豊島村（豊島町を経て現横須賀市）の大井アイの女婿となる。1899年（明治32年）9月、神奈川県会議員となり、以来3期連続当選を果たす。さらに1921年（大正10年）4月、横須賀市会議員に当選し、以来4期連続当選。1932年（昭和7年）市会一致で横須賀市長に推され、同年3月に就任した。
市長在任中は、赤字財政の改善、大横須賀建設準備委員会の設置、衣笠村および田浦町の合併、平作川の改修などに尽くしたが、1933年（昭和8年）5月、津軽疑獄事件の責任を取り辞任した。